# Макріан Молодший
Тіт Фульвій Юній Макріан (лат. Titus Fulvius Iunius Macrianus; ? — 261) — узурпатор часів Римської імперії.

## Життєпис
Син військовика Фульвія Макріана. Після полону і загибелі імператора Валеріана від рук персів у 260 році, Фульвій Макріан і майбутній префект преторія Баліста, які самі не мали можливості претендувати на престол, проголосили консулами й імператорами Макріана та його брата Квіета. Значна частина східних провінцій, зокрема Сирія, Єгипет, низка областей Малої Азії, негайно визнали їх владу. Проте на решті Римської імперії володарем залишався Галлієн, син і спадкоємець Валеріана. Тому було вирішено залишити Квіета і Балісту в Сирії для контролю за становищем на Сході, а Макріан та його батько рушили проти Галлієна.
У 261 році вони дійшли до Дунаю і десь в Іллірії були зустрінуті та розбиті Авреолом, військовиком Галлієна, майбутнім узурпатором.